# Стрілячка від першої особи (Цілком таємно)
Стрілячка від першої особи (First Person Shooter) — 13-й епізод сьомого сезону серіалу «Цілком таємно». Епізод не належить до «міфології серіалу» — це монстр тижня. Прем'єра в мережі «Фокс» відбулася 27 лютого 2000 року.
У США серія отримала рейтинг Нільсена, рівний 9.3, це означає, що в день виходу її подивилися 15.31 мільйона глядачів.

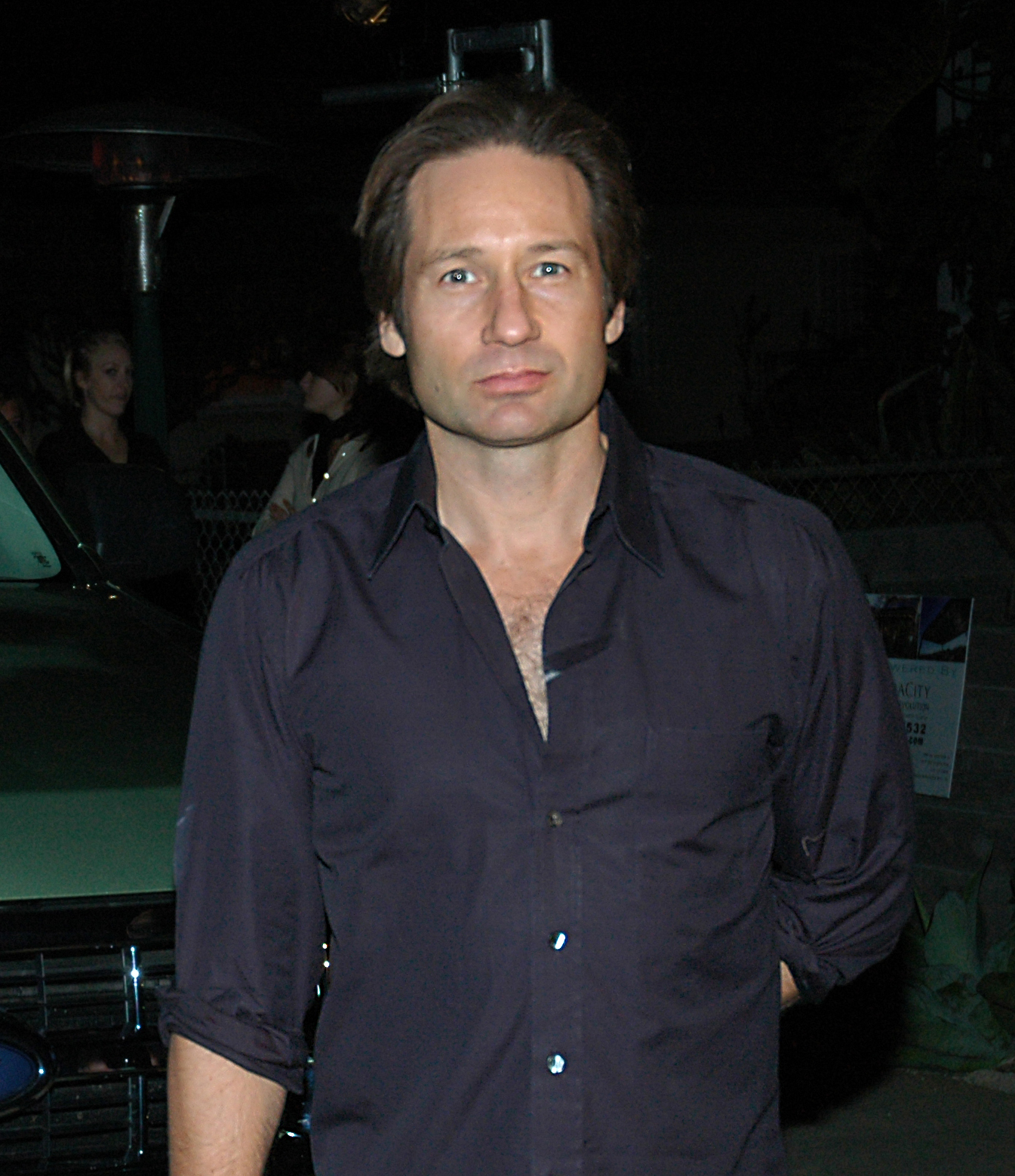

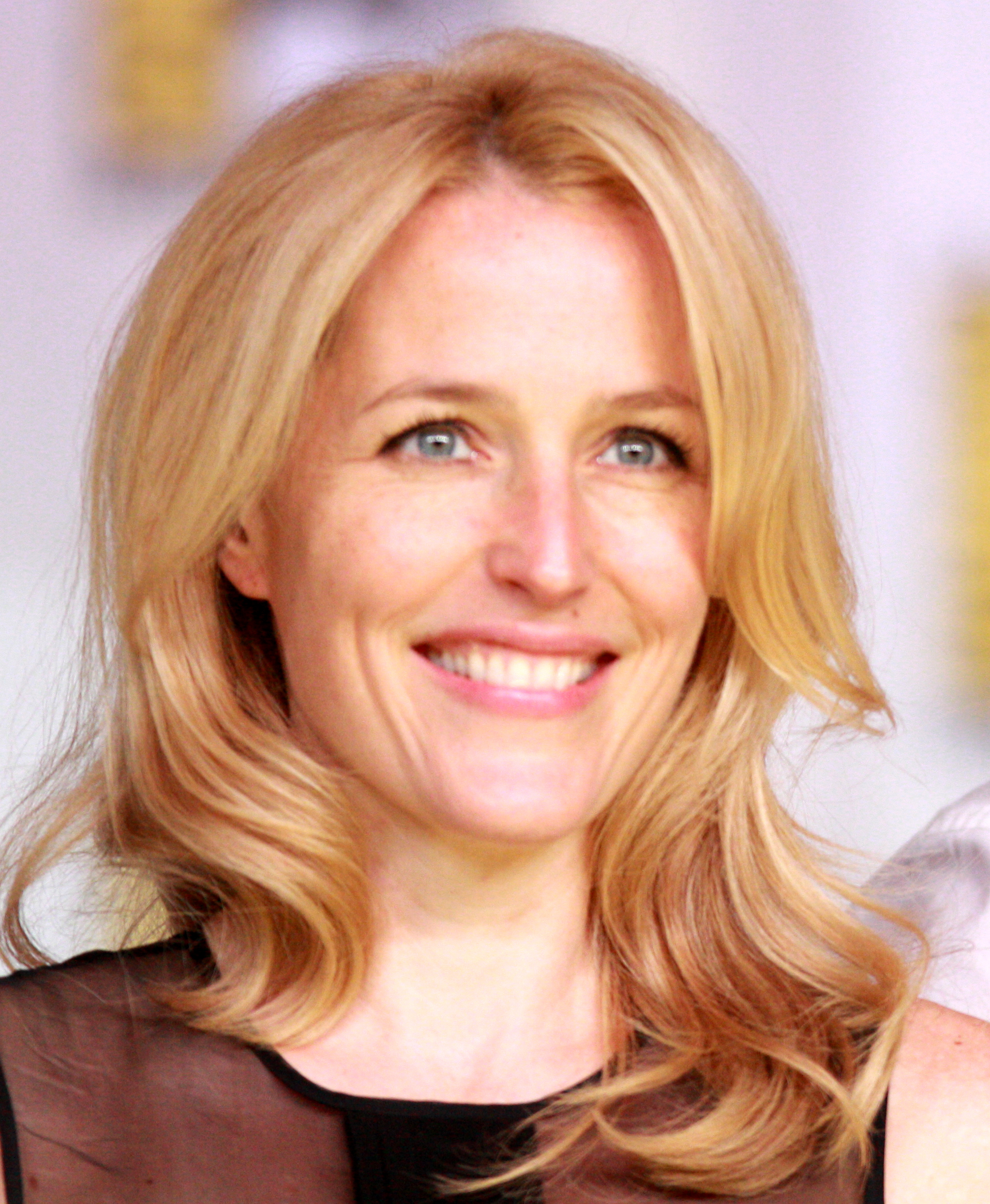

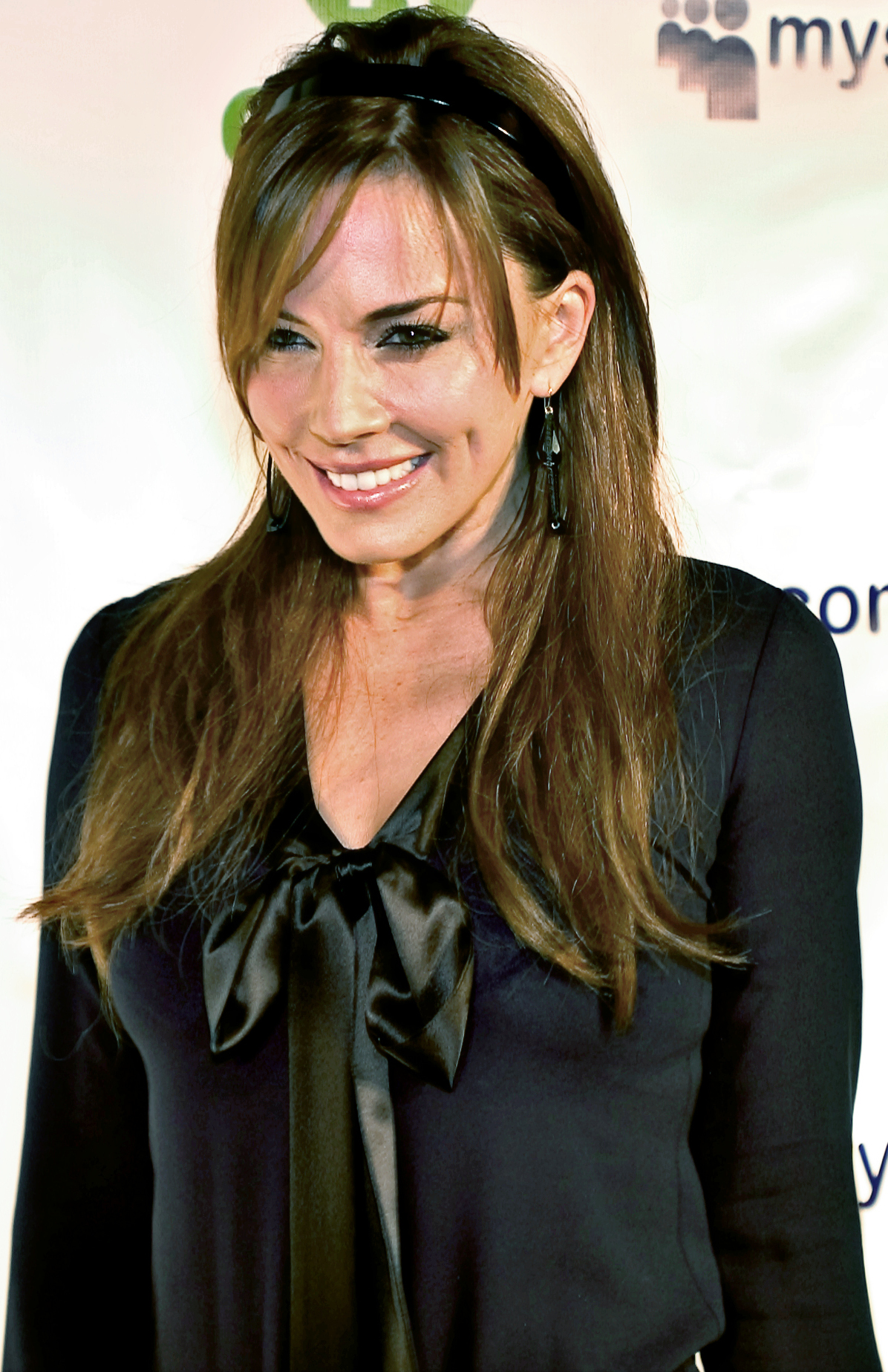

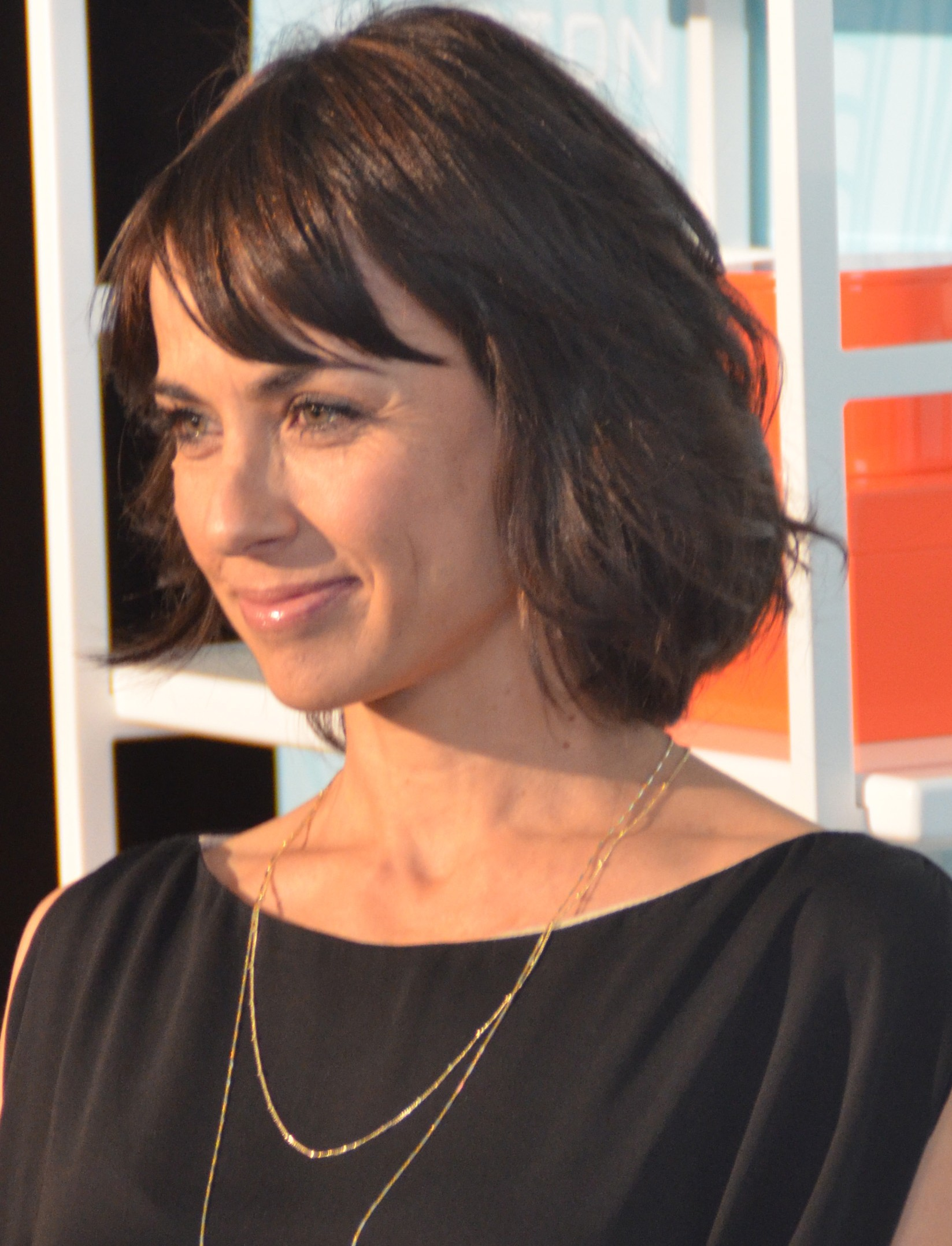

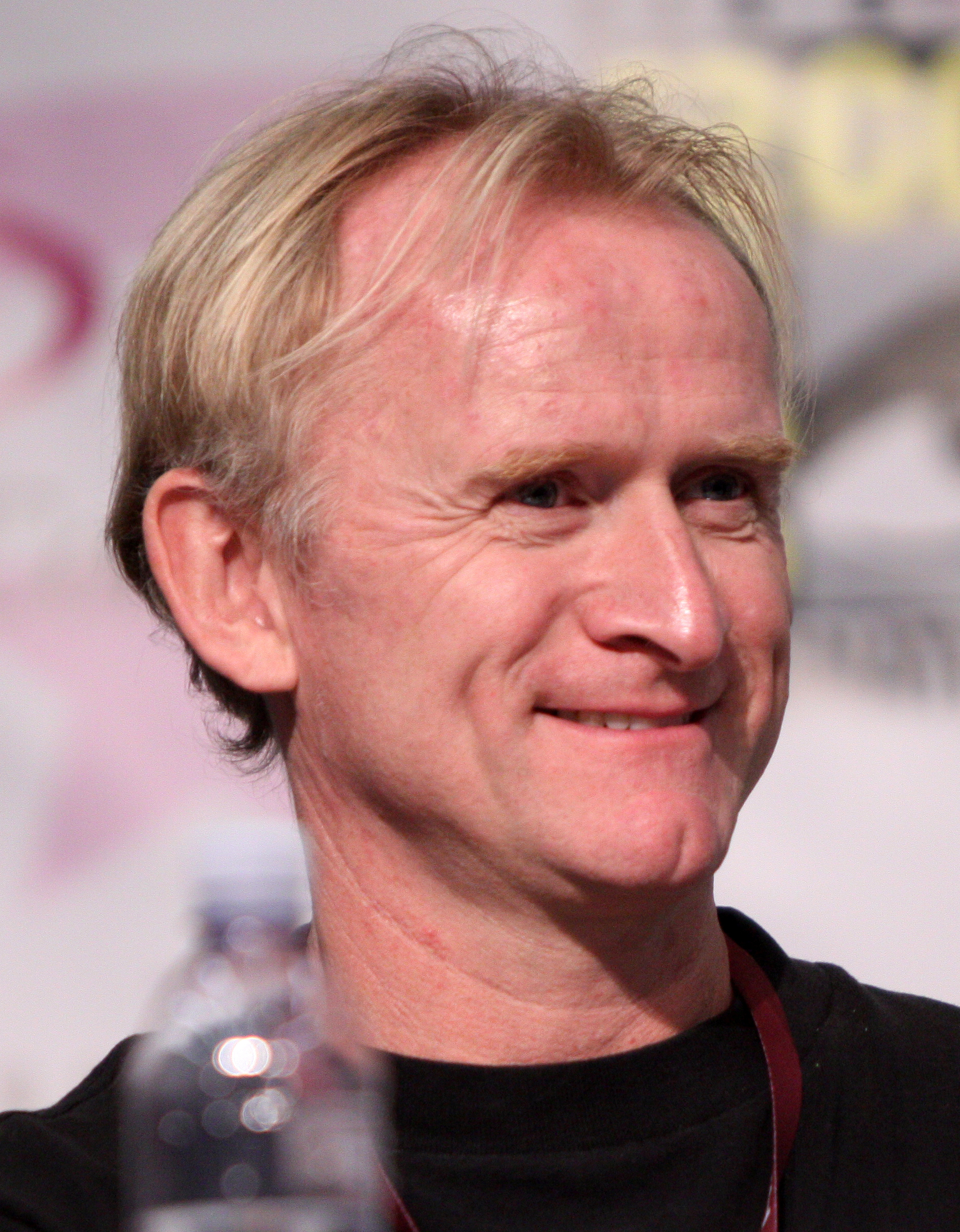

Самотні стрільці викликають Малдера і Скаллі в офіс відеоігрової компанії через те, що гру в віртуальну реальність, яку вони допомагали розробляти, захоплює дивний жіночий персонаж, чия сила поширюється і на реальний світ.

## Зміст
Три чоловіки, оснащені футуристичним бойовим спорядженням та автоматичною зброєю, вступають в гру шутера від першої особи у віртуальній реальності. У диспетчерській Айвен та Фібі, програмісти гри, стежать за життєвими показниками гравців. На трійцю ринуть супротивники мотоциклами «Кавасакі». Вони ліквідують мотоциклістів й переходять у фазу № 2. Другий гравець стикається з жіночим персонажем у фетишистському шкіряному вбранні. Вона представляється як Матрейя, заявляючи: «Це моя гра». Потім вона вбиває гравця кременевим пістолетом.
Фокс Малдер та Дейна Скаллі відвідують штаб-квартиру розробників «First Person Shooters» у Внутрішній Імперії, де вони зустрічаються з Самотніми стрільцями, які працюють консультантами гри. Вони оглядають тіло гравця, на якому чітко видно вогнепальне поранення. Айвен стверджує, що справжню рушницю не вдалося б занести у надійно захищену будівлю. Агентам демонструють відео з гри, на якому зображений жіночий персонаж, котрий ніби вбив гравця. Малдер бере роздруківку персонажа і показує детективу, оскільки він вважає, що це і є вбивця.
Дарріл Масаші, відомий комп'ютерний хакер, прибуває до будівлі і входить у гру, щоб вбити Матрейю. Масаші в швидкому темпі ліквідує мотоциклістів. Однак персонаж, одягнений тепер як японська мечниця, відрубає голову та руки Масаші великим середньовічним мечем. Тим часом Скаллі над тілом Ретро силкується зрозуміти — від чого ж він помер. Малдер отримує дзвінок із департаменту шерифа про те, що затримали жінку, подібну до тієї, що на роздруківці. Жінка, стриптизерка на ім'я Джейд «Блакитний Вогонь», розповідає агентам, що їй заплатив медичний центр у Калвер-Сіті, за сканування її тіла. Під час допиту Малдер відверто роздивляється Джейд.
Малдер і Скаллі дізнаються, що Самотні стрільці потрапили в пастку «шутера від першої особи», і хтось намагається їх вбити. Малдер вступає в гру, де бачить Матрейю, одягнену як ніндзя, і йде за нею. Самотні стрільці вибираються із віртуального середовища — без Малдера. Фокс опритомнює і намагається догукатися до Самотніх стрільців — натомість бачить Матрейю. Однак вона знову його не вбиває.
У реальному світі Самотні стрільці методом закорочення намагаються вимкнути гру. Фібі зі сльозами зізнається Скаллі, що жінка-воїн була створена нею як своєрідна особиста захисна програма в середовищі, що «працює на тестостероні». Матрейя повинна була міститися в особистому окремому проєкті Фібі, але персонаж потрапив у програму «Шутер від першої особи».
Малдеру вдяється відбитися від Матрейї і він виймає її меч із стіни. Скаллі не може добитися вимкнення гри і вирішує приєднатися до Малдера. Вони разом б'ються з Матрейєю в умовах Дикого Заходу. Матрейя починає дублюватися, ускладнюючи завдання вбити її. Скаллі вибиває з гри дублів і Матрейя зникає. Віртуальні двері в гру зачиняється і з'являється іще більше дубльованих ковбойок. Скаллі холоднокровно відкриває вогонь. Зрештою, Матрейя сідає на віртуальний танк і націлює його на агентів. Фібі визнає, що є один спосіб зупинити гру, але це призведе до стирання всієї програми. Незважаючи на протести Айвена, Фібі дає Байєрсу команду як «вбити», ефективно знищуючи Матрейю разом із грою, одночасно рятуючи Малдера і Скаллі.
Під час розповіді Малдера про закінчення гри показується, що в диспетчерській один із моніторів все ще активний. Там Айвен бачить аватар Матрейї, але вже з обличчям Скаллі.
Народжені в безмежній жадобі крові, ми здригаємося на думку про те, що може постати з цієї темряви

## Зйомки
Епізод був написаний Вільямом Гібсоном та колегою науково-фантастичним письменником і давнім другом Томом Меддоксом. «Стрілячка від першої особи» був другим епізодом «Цілком таємно», написаним обидвома — після епізоду п'ятого сезону «Курок». Цей епізод вперше вийшов в ефір 15 лютого 1998 року і часто повторювався, що спонукало Гібсона продовжувати працювати на телебаченні. За словами Френка Спотніца, процес написання серії «Стрілячка від першої особи» йшов повільно. Спочатку Гібсон і Меддокс представили перші дві дії своєго задуму, які доопрацювали Кріс Картер та Спотніц, щоб історія стала більше схожою на Архіви «Цілком таємно». Після переписування сценаристи повернулись із двома завершальними актами. Оскільки і Гібсон, й Меддокс насолоджувались Самотніми стрільцями як персонажами, вони написали «Стрілячку від першої особи», щоб солідно їх представити.
Ідеї сценарію епізоду виявилися важкими для перенесення в фільм. Пізніше Спотніц пояснив, що «Вільям Гібсон і Том Меддокс завжди вводять нас у неприємності. Вони завжди придумують ці чудові ідеї, які дуже важко здійснити». Це посилилося через бюджетні проблеми, оскільки багато спецефектів в епізоді майже призвели до того, що проєкт перевищив бюджет. Щоби зменшити витрати, виробнича група спочатку позичала макети віртуальних ігор у компаній, що займаються відеоіграми. Однак, не бажаючи просто «копіювати існуючі проєкти», дизайнер-постановник Корі Каплан та його дизайнерська команда створили власні макети, що в підсумку було дорогим задоволенням. S.E. Rykoff з Лос-Анджелеса допоміг із налаштуванням для початкової послідовності епізоду. На той час власником компанії був дядько продюсера «Цілком таємно» Пола Рабвіна. Склад у центрі Лос-Анджелеса був використаний як фон першої сцени.
Згодом Картер зазначив, що найважчою частиною серії було підібрати відповідну актрису для ролі Майтреї. Режисер кастингу Рік Міллікан розглянув усі можливі шляхи — включаючи: «стриптизеррк, порноакторок, (та) еротичних актрис» — перед тим, як зупинитися на американській комедійній акторці Крісті Аллен. Спочатку вона володіла «корисною якістю», яка турбувала Картера, але, коли епізод знімався, і Картер, й Міллікан визнали, що Аллен мав рацію щодо кандидатури на цю роль. Епізод також вимагав задіяння кількох каскадерів, особливо для Малдера та Майтреї. Дана Хіт, був найнятий для кількох сцен — для дублювання Майтреї. Також було найнято чотирнадцятьох каскадерів, які їздили на мотоциклах Kawasaki та стріляли з газових кулеметів.
Брюс Гарвуд, виконавець ролі Байєрса, зазначив, що послідовності дій в цьому епізоді були викликом. Він пояснив: «Досить складно на знімальному майданчику, коли каскадери підходять до вас і кажуть: „ Не хвилюйся, ти будеш у безпеці, ні про що турбуйся. Гаразд. Всі одягають захисні окуляри“. Танкова сцена була створена повністю за технологією CGI. Єдиними фактичними кадрами з місця зйомок був фон. Комп'ютерний танк разом із жінкою були спроєктовані. Потім на поверхню транспортного засобу наносили сліди диму та вибухів зі спеціальними ефектами, щоб надати йому більш життєвіший вигляд.

## Показ і відгуки
Епізод вперше вийшов в ефір у США 27 лютого 2000 року. Він отримав рейтинг Нільсена 9,3 з часткою 13, що означає — приблизно 9,3 % всіх домогосподарств, обладнаних телевізором, і 13 % домогосподарств, які дивилися телевізор, були налаштовані на епізод. Його переглянули 15,31 мільйона глядачів. Епізод був показаний у Великій Британії й Ірландії по „Sky One“ 11 червня 2000 року і його переглянуло 0,67 мільйона глядачів.
Емілі Вандерверф з „The A.V. Club“ нагородила епізод оцінкою „D–“ і в основному засудила його, назвавши „легендарно поганим“. Вона стверджувала, що „Стрілячка від першої особи“ відчувається „так, ніби серіал повільно, але впевнено випускає повітря з власних шин“. Однак вона була в міру задоволена виступами Духовни та Андерсон, написавши, що вони обидва „справді стараються“. Кеннет Сілбер з „Space.com“ критикував відсутність емоцій в епізоді, пишучи, що „Стрілячка від першої особи“ досягає значного погрому, але в епізоді надзвичайно мало драматизму. Здається, мало причин дбати про те, що відбувається з будь-яким із персонажів, віртуальним чи реальним, постійним або гостем. Навіть як руки чоловіка порізані, не виникає відчуття, що щось важливе відбувається».
Річ Розелл з «Digitally Obsessed» нагородив серію 2,5 із 5 зірок і написав, що «цей епізод, режисером якого був Кріс Картер, як не дивно, не зосереджується на дузі міфології серіалу, а замість цього робить вибір на ударі по втомленому віртуальному жанру реаліті. Єдиною рятівною грацією тут є поява прихильників змови „The Lone Gunmen“, які завжди покращують будь-який епізод, в якому вони з'явилися». Сіріака Ламар з «io9» назвала Майтрею одним із «10 найсмішніших монстрів із Цілком таємно». Ламар висміяла сюжет, назвавши його «Скаллі та Малдер роблять Doom», і висловила подив, що епізод написаний Вільямом Гібсоном. Роберт Ширман і Ларс Пірсон у книзі «Хочемо вірити: критичний посібник з Цілком таємно, Мілленіуму й Самотніх стрільців» оцінили епізод 1 зіркою з п'яти. Незалежно від негативного прийому, «Стрілячка від першої особи» став одним з улюблених епізодів Джилліан Андерсон, незважаючи на «його залежність від великої зброї та бурхливого тестостерону». Андерсон пояснила, що їй сподобалася можливість «показати Скаллі одягнену в важкий метал і стріляючу з великої зброї».
Хоча кпізод не був так добре сприйнятий, як перша серія, написана Вільямом Гібсоном і Томом Меддоксом, пізніше він отримав нагороди Еммі — «за видатне змішування звуку для драматичного серіалу» та «видатні візуальні ефекти для серіалу», й номінувався за видатний монтаж звуку для серії.

## Знімалися
- Девід Духовни — Фокс Малдер
- Джилліан Андерсон — Дейна Скаллі
- Кріста Аллен — Матрейя — Джейд
- Джеймі Марш — Айвен Мартінес
- Констанція Ціммер — Фібі
- Том Брейтвуд — Мелвін Фрогікі
- Дін Хаглунд — Річард Ленглі
- Брюс Харвуд — Джон Фіцджеральд Байєрс
- Майкл Рей Бауер — Ла-Фат